# Binnzberg
Der Bin(n)zberg [(ɪm) ˈb̥ɪntsb̥æːrg̊/ˈb̥iəntsb̥æːrg̊] ist eine zum Teil bewaldete Erhebung in der Entlebucher Gemeinde Escholzmatt-Marbach.
Als südlicher Ausläufer des nur wenig höheren Guggchnubels bildet er die östliche Begrenzung des Schärligs. Er fällt nach Südosten in den Witemoosgrabe ab, an dessen Ausgang nach Osten der Schärknubel vorspringt.

## Namen
Als Vorderglied des zusammengesetzten Namens erscheint die Pflanzenbezeichnung Binz < mhd. bin(e)ȝ < ahd. binuȝ ‚Binse, Riedgras‘, als Hinterglied das Wort Berg.
Der älteste urkundliche Beleg für den Binnzberg stammt aus dem Jahr 1592 (buoch schachen ... stost an bintz berg). Das hierin genannte Bauerngut ist schon 1347 bezeugt (wegen ein wide, höret in daz gůt ze Witenmos ... und heiset uffen Bůchschachen); spätestens im 18. Jahrhundert ist dieser Name veraltet (1730 [cop. 1800] an den Buhschachen, jetzt Binzberg genannt). 1682 wird erstmals zwischen under und ober Bintzbärg unterschieden, 1691 ist auch von einem kleinen bi(n)tzberg die Rede.
Der früheste Hinweis auf den Schärknubel findet sich in einer Urkunde des Jahrs 1660 (die Weid stosst an Heinrich Buochers matten ... an Bintzberg ... an des Schärers matten ... uff den gradt), 1690 ist er dann als schären knubel belegt; 1693 ist schliesslich ein kauf unb das schärer höflÿ bezeugt.